# Milwa (Apfel)

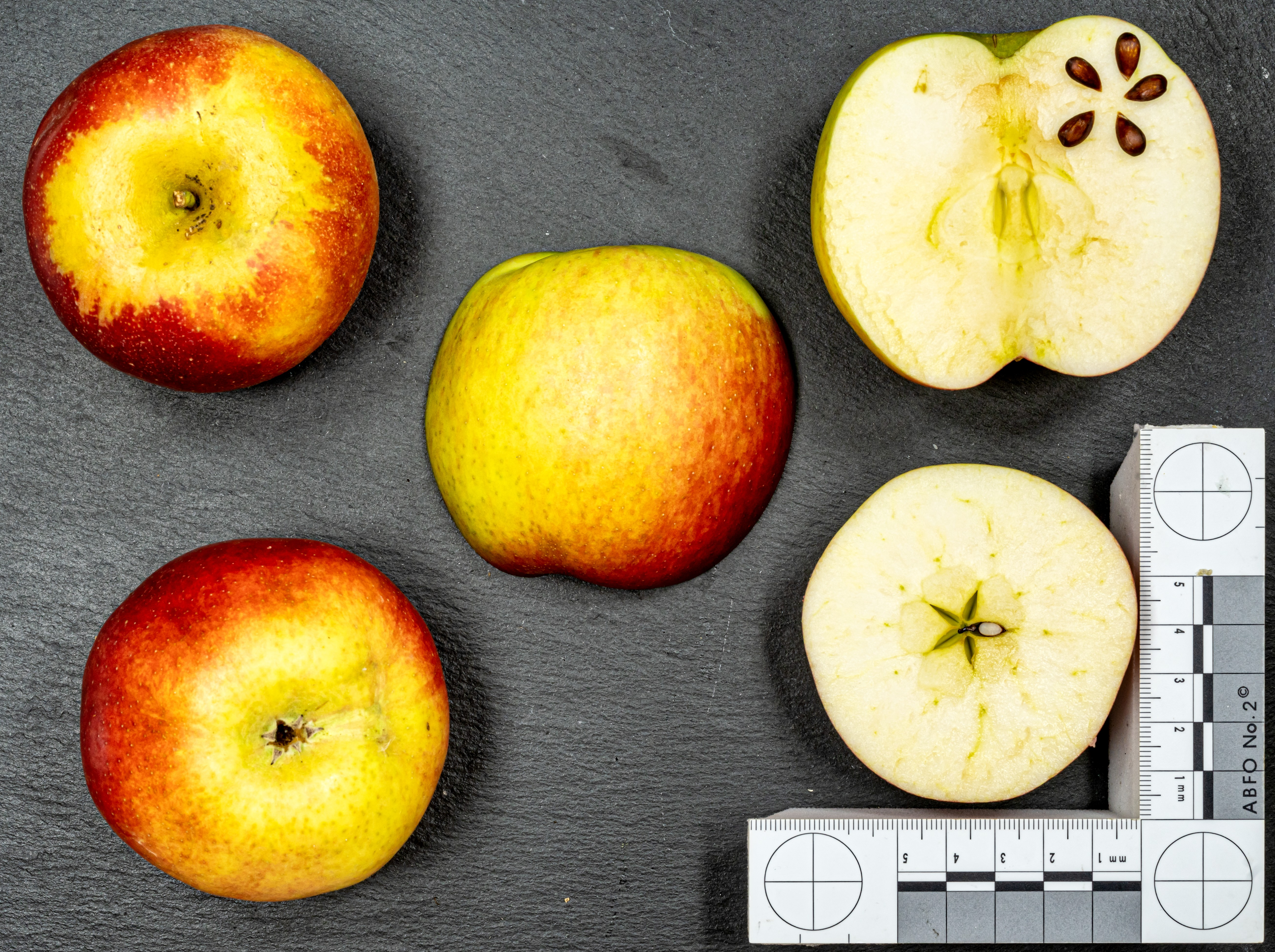
Querschnitt und Früchte der Sorte

Milwa ist eine Sorte des Kulturapfels (Malus domestica). Die Sorte wird auch als Clubsorte unter den Markennamen Diwa (Schweiz) und Junami (Europäische Union, USA) in den Handel gebracht. Der Apfel wurde in der Schweiz aus den Sorten Idared, Maigold und Elstar gezüchtet.
In Deutschland wird die Sorte seit 2007 angebaut. In der Schweiz ist sie im Direktverkauf erhältlich.

## Beschreibung
Die mittelgroßen und kugeligen Äpfel sind gleichmäßig in einem leuchtenden rot gefärbt und haben eine glatte Schale. Das durchschnittliche Gewicht der Äpfel liegt bei 160 Gramm. Der Geschmack ähnelt Elstar, ist süß mit einer leichten Säure. Das gelblichweiße Fruchtfleisch ist etwas fester als bei Elstar. Die Äpfel eignen sich als Tafelapfel und für Saft.
Die Früchte haben zahlreiche kleine, helle Lentizellen, die manchmal leicht erhöht sind. Der Stiel ist kurz, die Stielgrube oft hellbraun berostet.
Die Bäume wachsen schwächer als bei Elstar und haben insgesamt einen ausgeglicheneren Wuchs. Der Wuchstyp ist leicht aufrecht, bei Einsetzen des Ertrags leicht hängend. Die Blätter sind klein.

## Geschichte
Elternsorten sind Idared, Maigold und Elstar. Die Markeneintragung für Junami stammt aus dem Jahr 2004, der Sortenschutz besteht seit 2006. Die Kontrolle über die Sorte wird vom Fruchtvermarkter Inovafruit in den Niederlanden ausgeübt. Seit 2012 wird die Sorte auch in den USA gehandelt.

## Anbau
Milwa wächst in warmem und gemäßigtem Klima. Die diploiden Äpfel befruchten sich selbst. Der Baum hat Alternanz. Die rote Ausfärbung beginnt bereits früh, so dass die Äpfel bereits reif aussehen, wenn sie es noch nicht sind. Das Erntefenster ist breit, der Zeitpunkt liegt einige Tage vor Golden Delicious. Der Ertrag liegt etwas unter dem von Golden Delicious und ist damit im Vergleich zu den meisten anderen Apfelsorten sehr hoch.
Im Kältelager ist Milwa bis Ende Januar, im CA-Lager bis in den Juni haltbar.